# پل قرمز

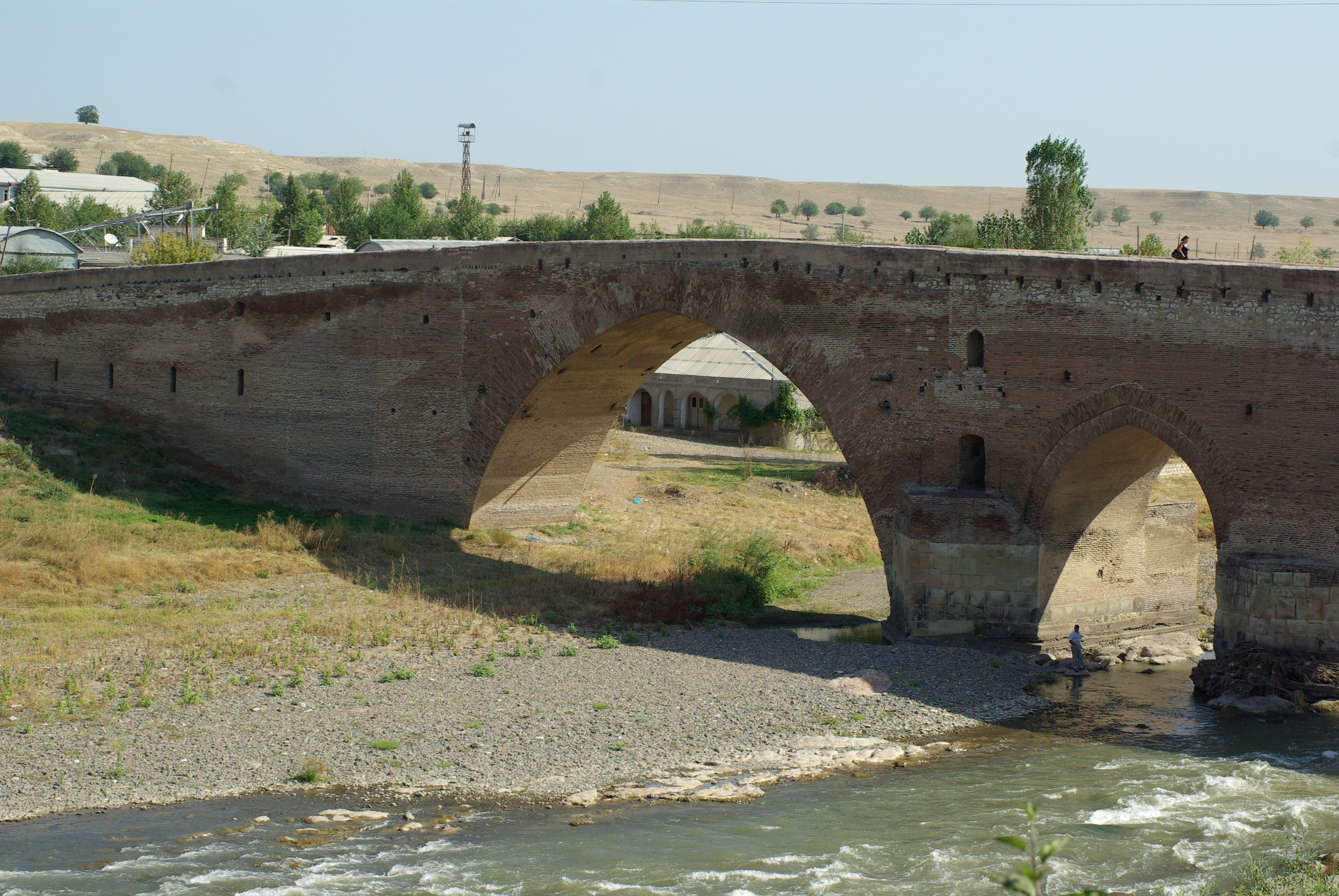
پل قرمز.

پل قرمز (به ترکی آذربایجانی: Qırmızı Körpü) نام گذرگاه مرزی بین گرجستان و جمهوری آذربایجان در جاده تفلیس به گنجه است. دلیل نام‌گذاری آن به این خاطر است که یک پل قوسی آجری قرمز بر روی رودخانه خرامی در ناحیه بین دو پاسگاه مرزی دو کشور وجود دارد.
سازه فعلی این پل عمدتاً مربوط به سده هفدهم است، اما در این گذرگاه از قرن دوازدهم میلادی پلی وجود داشته‌است. پل قرمز تا سال ۱۹۹۸ هر روزه مورد استفاده عابران بود اما پس از آن یک پل جدید و به مراتب بزرگتر به عنوان بخشی از پروژه اروپا-قفقاز-آسیا (TRACECA) در این محل ساخته شد.

## بازار
در گذرگاه پل قرمز طی دهه ۱۹۹۰، بازار بزرگی برقرار بود که کسبه آن عمدتاً آذربایجانی‌تبارهای منطقه مارنیولی گرجستان بودند. گرجستان در بهار سال ۲۰۰۶، به عنوان بخشی از برنامه مبارزه با قاچاق کالا این بازار را بست.